# Silene ostenfeldii
Silene ostenfeldii är en nejlikväxtart som först beskrevs av Alf Erling Porsild, och fick sitt nu gällande namn av John Kenneth Morton. Silene ostenfeldii ingår i släktet glimmar, och familjen nejlikväxter. Inga underarter finns listade i Catalogue of Life.